# Lazar Angelov
Lazar Angelov (en búlgaro: Лазар Ангелов), nacido el 22 de septiembre de 1984 en Sofía en la República Popular de Bulgaria; es un entrenador y modelo masculino, célebre para su físico altamente estético y armónico.

## Biografía
Antiguamente fue jugador de baloncesto de elevado nivel durante una década, después de sufrir una lesión en la rodilla y una vez habiendo culminado su servicio militar, Angelov se enfocó en la musculación y el fitness desde 2006. Ha hecho carrera como modelo y es representante de productos nutricionales y deportivos.
Su masa corporal varía entre 88 kg (en estación) y 96 kg (fuera de estación) y mide 1,80 m.